# Enže
Enže (německy Enns) je řeka v Rakousku (Štýrsko, Salcbursko, Horní Rakousy, Dolní Rakousy). Celková délka toku je 254 km. Plocha povodí měří 5940 km².

## Průběh toku
Pramení v pohoří Radstadtské Taury a na horním toku teče podél jejich severního úpatí. Poté obtéká jižní úpatí masivu Dachstein. Pod Admontem prolamuje pohoří Gesäuse, které je součástí Ennstaler Alpen. Nejdivočejší je vstupní soutěska Gesäuseeingang. Pod horami zprava přijímá největší přítok řeku Salza. Na dolním toku teče zvlněnou rovinou. Do Dunaje se vlévá zprava po 254 km u Mauthausenu.

## Vodní režim
K povodním dochází v dubnu a v květnu. Průměrný průtok vody činí 195 m³/s.

## Využití
Vodní doprava je možná na dolním toku. Po řece se plaví dřevo. Využívá se také k zisku vodní energie. Horní tok s řadou peřejnatých úseků různých stupňů obtížnosti je oblíbeným cílem vodáků. Enns protéká městy Altenmarkt im Pongau, Radstadt, Schladming, Liezen, Admont, Steyr a Enns.